# Saunay
Saunay é uma comuna francesa na região administrativa do Centro, no departamento Indre-et-Loire. Estende-se por uma área de 26,58 km². Em 2010 a comuna tinha 719 habitantes (densidade: 27,1 hab./km²).